# Wereldkampioenschap superbike van Brands Hatch 2004
Het wereldkampioenschap superbike van Brands Hatch 2004 was de achtste ronde van het wereldkampioenschap superbike en de zevende ronde van het wereldkampioenschap Supersport 2004. De races werden verreden op 1 augustus 2004 op Brands Hatch nabij West Kingsdown, Verenigd Koninkrijk.

## Superbike

### Race 1
| Pos | Nr  | Rijder               | Constructeur | Rondes | Tijd        | Grid | Punten |
| --- | --- | -------------------- | ------------ | ------ | ----------- | ---- | ------ |
| 1   | 41  | Noriyuki Haga        | Ducati       | 25     | 37:08.172   | 4    | 25     |
| 2   | 55  | Régis Laconi         | Ducati       | 25     | +0.134      | 3    | 20     |
| 3   | 99  | Steve Martin         | Ducati       | 25     | +2.273      | 1    | 16     |
| 4   | 17  | Chris Vermeulen      | Honda        | 25     | +4.751      | 7    | 13     |
| 5   | 4   | Troy Corser          | Petronas     | 25     | +8.046      | 5    | 11     |
| 6   | 100 | James Ellison        | Yamaha       | 25     | +9.909      | 9    | 10     |
| 7   | 52  | James Toseland       | Ducati       | 25     | +10.025     | 12   | 9      |
| 8   | 35  | Craig Coxhell        | Honda        | 25     | +21.797     | 18   | 8      |
| 9   | 9   | Chris Walker         | Petronas     | 25     | +26.137     | 13   | 7      |
| 10  | 69  | Gianluca Nannelli    | Ducati       | 25     | +29.131     | 8    | 6      |
| 11  | 20  | Marco Borciani       | Ducati       | 25     | +29.769     | 6    | 5      |
| 12  | 200 | Giovanni Bussei      | Ducati       | 25     | +33.786     | 16   | 4      |
| 13  | 19  | Lucio Pedercini      | Ducati       | 25     | +35.066     | 11   | 3      |
| 14  | 8   | Ivan Clementi        | Kawasaki     | 25     | +36.419     | 20   | 2      |
| 15  | 5   | Piergiorgio Bontempi | Suzuki       | 25     | +40.899     | 15   | 1      |
| 16  | 12  | Warwick Nowland      | Suzuki       | 25     | +53.857     | 22   |        |
| 17  | 25  | Alessio Velini       | Yamaha       | 25     | +1:08.058   | 23   |        |
| DNF | 16  | Sergio Fuertes       | Suzuki       | 24     | Uitgevallen | 25   |        |
| DNF | 91  | Leon Haslam          | Ducati       | 23     | Ongeluk     | 10   |        |
| DNF | 7   | Pierfrancesco Chili  | Ducati       | 18     | Ongeluk     | 2    |        |
| DNF | 32  | Sébastien Gimbert    | Yamaha       | 18     | Uitgevallen | 19   |        |
| DNF | 24  | Garry McCoy          | Ducati       | 11     | Ongeluk     | 17   |        |
| DNF | 27  | Giancarlo De Matteis | Ducati       | 11     | Ongeluk     | 21   |        |
| DNF | 6   | Mauro Sanchini       | Kawasaki     | 7      | Uitgevallen | 14   |        |
| DNF | 23  | Jiří Mrkývka         | Ducati       | 7      | Ongeluk     | 24   |        |
| DNF | 50  | Miguel Praia         | Ducati       | 7      | Uitgevallen | 26   |        |

### Race 2
De race werd na 3 ronden stilgelegd vanwege een ongeluk van Giancarlo De Matteis. Later werd de race herstart over een lengte van 22 ronden. De uitslagen van deze races werden bij elkaar opgeteld zodat hier een einduitslag uit opgemaakt kon worden.
| Pos | Nr  | Rijder               | Constructeur | Rondes | Tijd         | Grid | Punten |
| --- | --- | -------------------- | ------------ | ------ | ------------ | ---- | ------ |
| 1   | 41  | Noriyuki Haga        | Ducati       | 25     | 37:05.030    | 4    | 25     |
| 2   | 7   | Pierfrancesco Chili  | Ducati       | 25     | +0.960       | 2    | 20     |
| 3   | 17  | Chris Vermeulen      | Honda        | 25     | +10.639      | 7    | 16     |
| 4   | 9   | Chris Walker         | Petronas     | 25     | +23.664      | 13   | 13     |
| 5   | 100 | James Ellison        | Yamaha       | 25     | +24.112      | 9    | 11     |
| 6   | 200 | Giovanni Bussei      | Ducati       | 25     | +26.433      | 16   | 10     |
| 7   | 24  | Garry McCoy          | Ducati       | 25     | +26.852      | 17   | 9      |
| 8   | 35  | Craig Coxhell        | Honda        | 25     | +31.083      | 18   | 8      |
| 9   | 32  | Sébastien Gimbert    | Yamaha       | 25     | +31.221      | 19   | 7      |
| 10  | 6   | Mauro Sanchini       | Kawasaki     | 25     | +31.894      | 14   | 6      |
| 11  | 8   | Ivan Clementi        | Kawasaki     | 25     | +36.286      | 20   | 5      |
| 12  | 5   | Piergiorgio Bontempi | Suzuki       | 25     | +54.448      | 15   | 4      |
| 13  | 16  | Sergio Fuertes       | Suzuki       | 25     | +1:01.424    | 25   | 3      |
| 14  | 25  | Alessio Velini       | Yamaha       | 25     | +1:20.050    | 23   | 2      |
| 15  | 50  | Miguel Praia         | Ducati       | 23     | +2 ronden    | 26   | 1      |
| DNF | 55  | Régis Laconi         | Ducati       | 18     | Ongeluk      | 3    |        |
| DNF | 99  | Steve Martin         | Ducati       | 15     | Uitgevallen  | 1    |        |
| DNF | 12  | Warwick Nowland      | Suzuki       | 10     | Uitgevallen  | 22   |        |
| DNF | 20  | Marco Borciani       | Ducati       | 8      | Uitgevallen  | 6    |        |
| DNF | 19  | Lucio Pedercini      | Ducati       | 7      | Uitgevallen  | 11   |        |
| DNF | 69  | Gianluca Nannelli    | Ducati       | 6      | Uitgevallen  | 8    |        |
| DNF | 4   | Troy Corser          | Petronas     | 3      | Ongeluk      | 5    |        |
| DNF | 52  | James Toseland       | Ducati       | 3      | Ongeluk      | 12   |        |
| DNF | 27  | Giancarlo De Matteis | Ducati       | 3      | Ongeluk      | 21   |        |
| DNF | 91  | Leon Haslam          | Ducati       | 3      | Uitgevallen  | 10   |        |
| DNS | 23  | Jiří Mrkývka         | Ducati       | 0      | Niet gestart | 24   |        |

## Supersport
De race werd na 9 ronden stilgelegd. Later werd de race herstart over een lengte van 14 ronden. De uitslagen van deze races werden bij elkaar opgeteld zodat hier een einduitslag uit opgemaakt kon worden.
| Pos | Nr  | Rijder                   | Constructeur | Rondes | Tijd                | Grid | Punten |
| --- | --- | ------------------------ | ------------ | ------ | ------------------- | ---- | ------ |
| 1   | 31  | Karl Muggeridge          | Honda        | 23     | 34:44.195           | 1    | 25     |
| 2   | 16  | Sébastien Charpentier    | Honda        | 23     | +0.098              | 3    | 20     |
| 3   | 4   | Jurgen van den Goorbergh | Yamaha       | 23     | +2.194              | 6    | 16     |
| 4   | 23  | Broc Parkes              | Honda        | 23     | +2.199              | 2    | 13     |
| 5   | 11  | Kevin Curtain            | Yamaha       | 23     | +2.238              | 5    | 11     |
| 6   | 8   | Alessio Corradi          | Honda        | 23     | +8.401              | 9    | 10     |
| 7   | 37  | Katsuaki Fujiwara        | Suzuki       | 23     | +11.308             | 7    | 9      |
| 8   | 2   | Stéphane Chambon         | Suzuki       | 23     | +12.301             | 8    | 8      |
| 9   | 14  | Anthony West             | Honda        | 23     | +19.580             | 13   | 7      |
| 10  | 57  | Lorenzo Lanzi            | Ducati       | 23     | +28.336             | 11   | 6      |
| 11  | 76  | Max Neukirchner          | Honda        | 23     | +35.959             | 15   | 5      |
| 12  | 78  | Luke Quigley             | Suzuki       | 23     | +41.240             | 22   | 4      |
| 13  | 79  | Tom Tunstall             | Honda        | 23     | +42.366             | 21   | 3      |
| 14  | 19  | Walter Tortoroglio       | Suzuki       | 23     | +42.952             | 17   | 2      |
| 15  | 24  | Matthieu Lagrive         | Suzuki       | 23     | +43.854             | 12   | 1      |
| 16  | 15  | Matteo Baiocco           | Yamaha       | 23     | +44.355             | 20   |        |
| 17  | 45  | Sébastien Le Grelle      | Honda        | 23     | +48.352             | 23   |        |
| 18  | 18  | Denis Sacchetti          | Honda        | 23     | +48.490             | 19   |        |
| 19  | 22  | Stefano Cruciani         | Kawasaki     | 23     | +49.773             | 18   |        |
| DNF | 132 | Yoann Tiberio            | Yamaha       | 20     | Uitgevallen         | 14   |        |
| DNF | 96  | Dean Ellison             | Honda        | 19     | Uitgevallen         | 24   |        |
| DNF | 99  | Fabien Foret             | Yamaha       | 9      | Uitgevallen         | 4    |        |
| DNF | 93  | Christian Kellner        | Yamaha       | 9      | Ongeluk             | 10   |        |
| DNF | 20  | Vittorio Iannuzzo        | Suzuki       | 2      | Ongeluk             | 16   |        |
| DNQ | 95  | Eli Chen                 | Honda        | 0      | Niet gekwalificeerd |      |        |

## Tussenstanden na wedstrijd

### Superbike
| Pos | Nr | Rijder              | Team   | Punten |
| --- | -- | ------------------- | ------ | ------ |
| 1   | 55 | Régis Laconi        | Ducati | 218    |
| 2   | 17 | Chris Vermeulen     | Honda  | 216    |
| 3   | 41 | Noriyuki Haga       | Ducati | 212    |
| 4   | 52 | James Toseland      | Ducati | 210    |
| 5   | 7  | Pierfrancesco Chili | Ducati | 180    |

### Supersport
| Pos | Nr | Rijder                   | Team   | Punten |
| --- | -- | ------------------------ | ------ | ------ |
| 1   | 31 | Karl Muggeridge          | Honda  | 132    |
| 2   | 4  | Jurgen van den Goorbergh | Yamaha | 108    |
| 3   | 23 | Broc Parkes              | Honda  | 82     |
| 4   | 11 | Kevin Curtain            | Yamaha | 69     |
| 5   | 16 | Sébastien Charpentier    | Honda  | 68     |

1993 · 1995 · 1996 · 1997 · 1998 · 1999 · 2000 (I) · 2000 (II) · 2001 · 2002 · 2003 · 2004 · 2005 · 2006 · 2007 · 2008